# Krystyna Bożkowa
Krystyna Bożkowa (ur. 12 lipca 1924 w  Poznaniu, zm. 29 lipca 2018) – polska specjalistka w zakresie pediatrii, prof. dr. hab. n. med.

## Życiorys
W 1950 ukończyła studia medyczne na Uniwersytecie im. Adama Mickiewicza. Uzyskała stopień doktora habilitowanego, a w 1965 nadano jej tytuł profesora w zakresie nauk medycznych. Pracowała w Instytucie Matki i Dziecka oraz pełniła funkcję członka zwyczajnego V Wydziału Nauk Medycznych Warszawskiego Towarzystwa Naukowego i członka Polskiego Towarzystwa Pediatrycznego.
Objęła stanowisko krajowego konsultanta z dziedziny pediatrii, a także eksperta Światowej Organizacji Zdrowia. Była redaktorką naczelną periodyku pt. Medycyna Wieku Rozwojowego.
Zmarła 29 lipca 2018.

## Odznaczenia
- Krzyż Kawalerski Orderu Odrodzenia Polski[4]
- Oskar Polskiej Pediatrii[4]